# Dromaius novaehollandiae baudinianus
L'emù dell'Isola dei Canguri (Dromaius novaehollandiae baudinianus) è un uccello estinto della famiglia Dromaiidae. Era una sottospecie endemica dell'Isola dei Canguri, in Australia Meridionale, dalla quale prende il nome.
Era molto simile all'emù del continente australiano, dal quale differiva principalmente per la taglia minore.
Fu scoperto nel 1802 da Matthew Flinders, che lo descrisse come abbastanza comune nella zona di Nepean Bay.

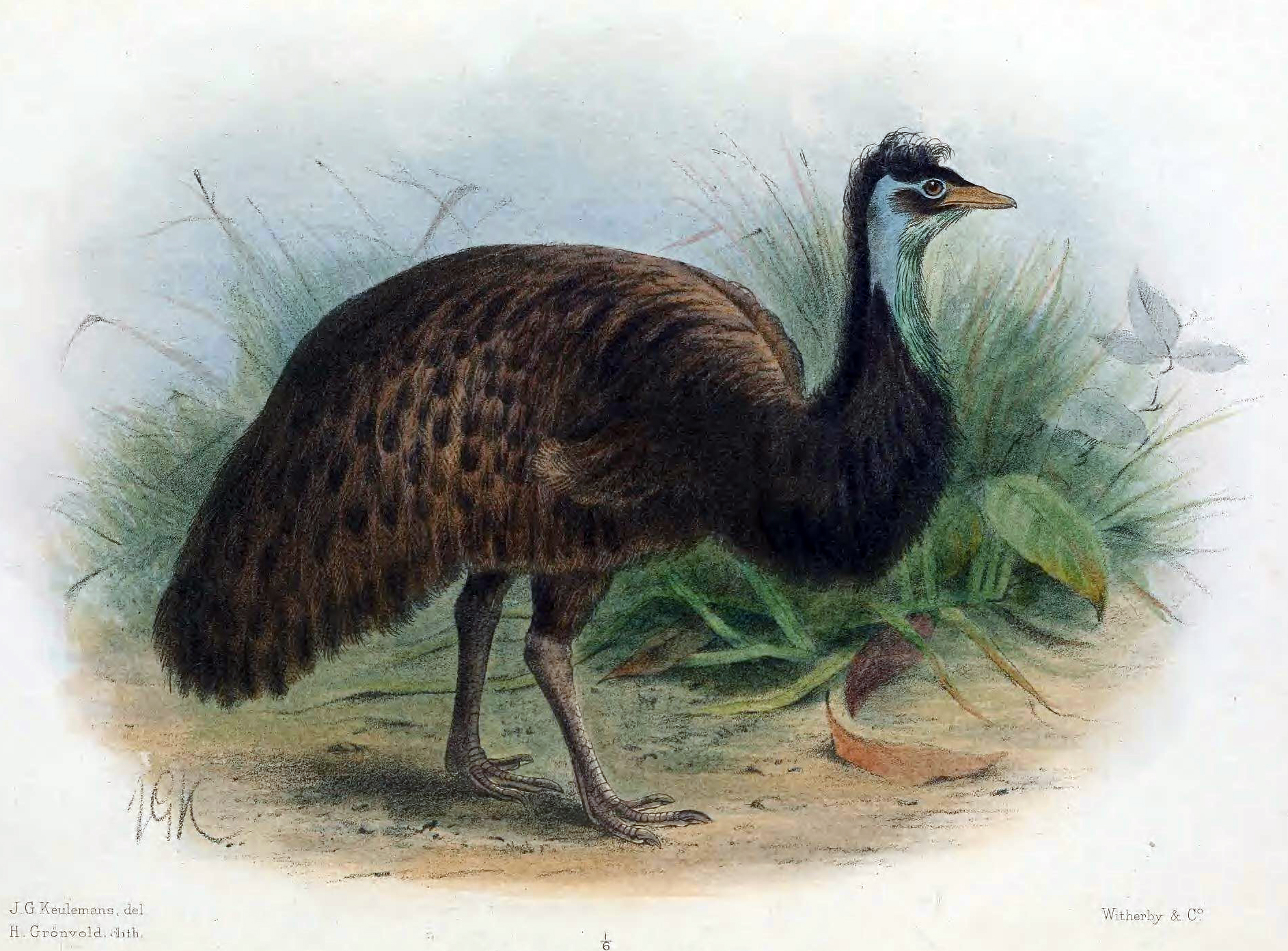
.

Le prime ossa di questa sottospecie furono scoperte nel 1903 in una zona sabbiosa a ovest di Cape Gantheaume. Tuttavia, a causa della confusione fra questa specie ed una specie molto simile, l'emù di King Island (Dromaius ater), ricevette il suo status scientifico attuale solo nel 1984, dopo un'attenta revisione tassonomica delle specie estinte di emù.
Le uniche notizie sulla specie si basano su osservazioni storiche e sulle ossa ritrovate.
Nel museo di Ginevra, si troverebbe un esemplare impagliato di questo animale, che però i più considerano come un semplice esemplare giovane di emù.
L'estinzione della specie, avvenuta nel 1827, è stata attribuita alla caccia indiscriminata ed alla distruzione dell'habitat tramite il fuoco.